# Guilberville
Guilberville település Franciaországban, Manche megyében. Lakosainak száma 1219 fő (2018. január 1.). Guilberville Bures-les-Monts, Mont-Bertrand, Pont-Farcy, Saint-Martin-des-Besaces, Beuvrigny, Giéville, Placy-Montaigu, Saint-Amand és Saint-Louet-sur-Vire községekkel határos.

## Népesség
A település népességének változása:
| Lakosok száma | 988  | 983  | 838  | 852  | 821  | 937  | 1017 | 1081 | 1211 | 1219 |
|               | 1962 | 1968 | 1982 | 1990 | 1999 | 2008 | 2011 | 2013 | 2017 | 2018 |